# Chó Havana
Chó Havana, một loài thuộc loại chó Bichon, là loài chó quốc gia của Cuba, được phát triển từ giống Chó Blanquito de la Habana, có nghĩa là "con chó trắng nhỏ của Havana", hiện nay đã tuyệt chủng. Chó Blanquito trước đó cũng được phát triển từ giống chó đã tuyệt chủng Bichon Tenerife. Người ta tin rằng giống chó Blanquito cuối cùng đã được lai với các giống chó thuộc loại Bichon khác, bao gồm cả Chó Poodle, để tạo ra giống chó hiện nay được gọi là Havana. Đôi khi chó Havana cũng được gọi là "Chó lông mượt Havana", đây từng là tên gọi khác của Chó Blanquito de la Habana.
Chó Havana có kích thước nhỏ và thân hình cường tráng với một cái đuôi dựng đứng trên lưng, tai buông thả và thường gập lại. Bộ lông của giống chó này dày, dài, mượt mà và có thể có nhiều màu sắc. Chó Havana có một tính cách hung hăng, khuynh hướng tò mò và là dáng đi nẩy lên đáng chú ý của giống chó này, một đặc điểm giúp phân biệt nó với tất cả các giống chó khác. Havana được coi là một vật nuôi gia đình lý tưởng và một con chó đồng hành thực sự. Chúng có khả năng thích ứng cao với hầu hết mọi môi trường. Do tính cách hội nhập mạnh mẽ của chúng, Havana sẽ không phát triển mạnh trong một môi trường mà chúng bị cô lập trong vài giờ mỗi ngày.